# Рудолф фон Лайнинген-Риксинген
Рудолф фон Лайнинген-Риксинген (на немски: Rudolf von Leiningen-Rixingen; † 1475) е граф на Лайнинген-Риксинген (днес „Réchicourt-le-Château“ в Гранд Ест).

## Произход
Той е син на граф Йохан фон Лайнинген-Риксинген († 1442/1445) и съпругата му Елизабет фон Люцелщайн († пр. 1437), дъщеря на граф Хайнрих фон Лютцелщайн († 1394/1399) и Хенриета де Бар († 1380).

## Фамилия
Рудолф е сгоден на 3 март 1429 и се жени на 15 юли 1435 г. за графиня Агнес фон Цвайбрюкен-Бич († сл. февруари 1454), дъщеря на граф Ханеман II фон Цвайбрюкен-Бич († ок. 1418) и Имагина фон Йотинген († 1450). Те имат девет деца:
- Фридрих фон Лайнинген († 1470), архдякон в Страсбург
- Ханеман фон Лайнинген-Риксинген (Херман) († 1506/1507), женен пр. 1457 г. за Аделхайд фон Зирк († сл. 1508); има две дъщери Елизабет и Валпурга, наследнички по 1/2 на Форбах и Риксинген
- Зигмунд Векер фон Лайнинген-Риксинген († пр. 1499), женен за Махот д'Армоаз
- Имагина фон Лайнинген (* ок. 1437; † сл. 1468), омъжена 1452 г. за Каспар фон Раполтщайн († сл. 9 март 1456)
- Хайнрих фон Лайнинген († сл. 1459), каноник в Страсбург 1459
- Йохан фон Лайнинген († сл. 1468), каноник в Страсбург 1468
- Маргарета фон Лайнинген († 1519?)
- Еуфемия фон Лайнинген († сл. 1495), монахиня в Есен
- Елизабет фон Лайнинген